# Londýnská univerzita
Londýnská univerzita (anglicky University of London, latinsky Universitas Londiniensis) je britskou federální univerzitou, která se skládá z 31 afilací: 19 jednotlivých univerzitních institucí a 12 výzkumných institutů. Londýnská univerzita je počtem studentů největší univerzitou ve Spojeném království – studuje zde 135 090 studentů bydlících na kolejích a více než 45 000 studentů účastnících se programu University of London International Programmes.
Univerzita byla založena díky královské výsadní listině, vydané v roce 1836, která spojila London University (nyní University College London) a King's College (nyní King's College London), aby společně utvořily Londýnskou univerzitu.
Absolventi Londýnské univerzity mohou používat tzv. post-nominal letters 'Lond.' (ze slova Londiniensis), které mohou umístit za své tituly.

## Historie

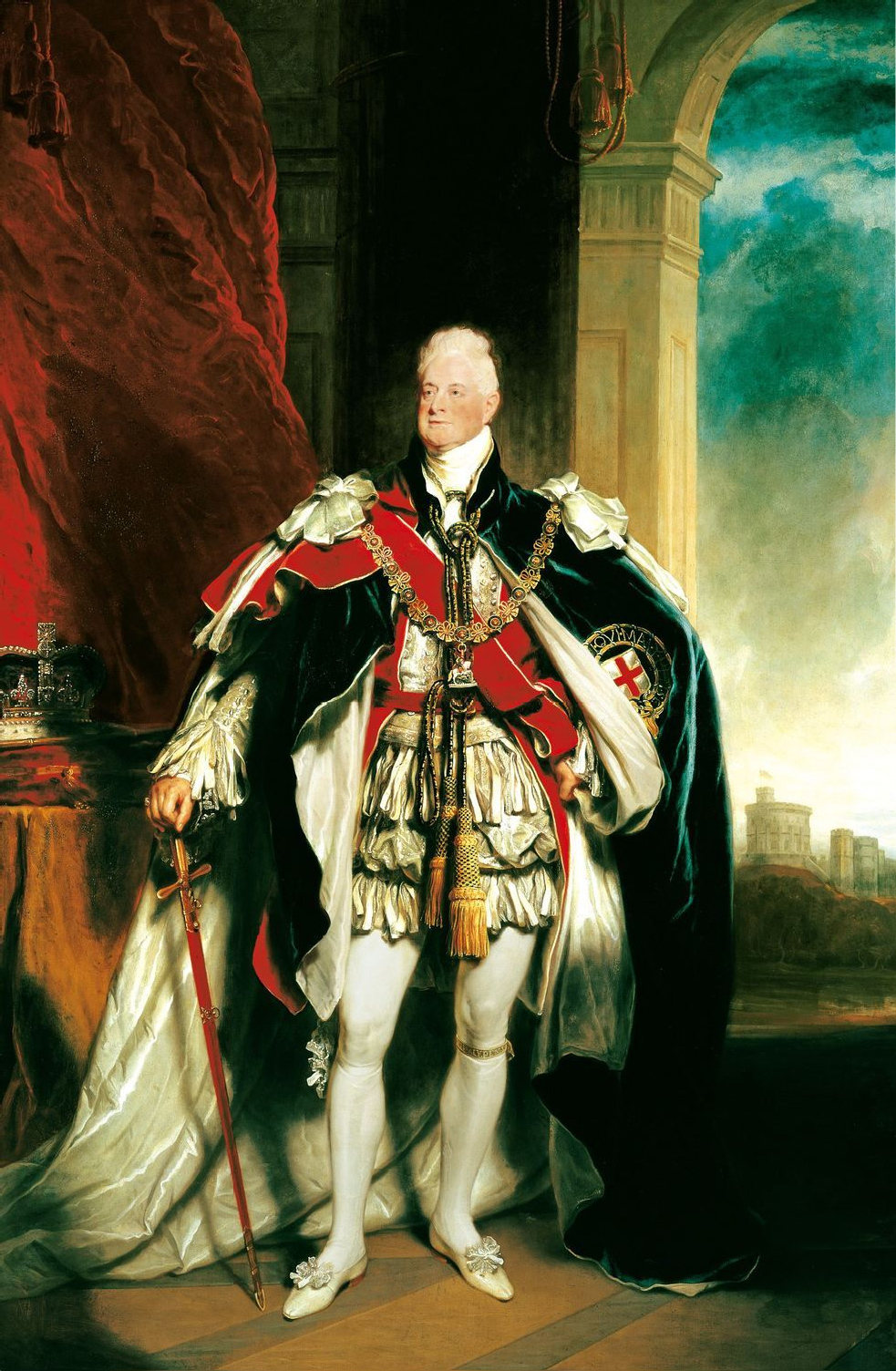
Londýnská univerzita získala královské privilegium v roce 1836 od Viléma IV. Britského

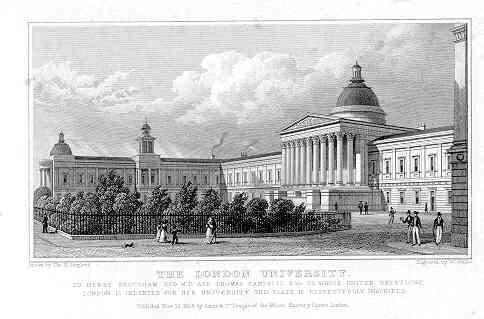
Londýnská univerzita jak ji v roce 1827 nakreslil a publikoval Thomas Hosmer Shepherd. Tato budova je nyní součástí University College London.

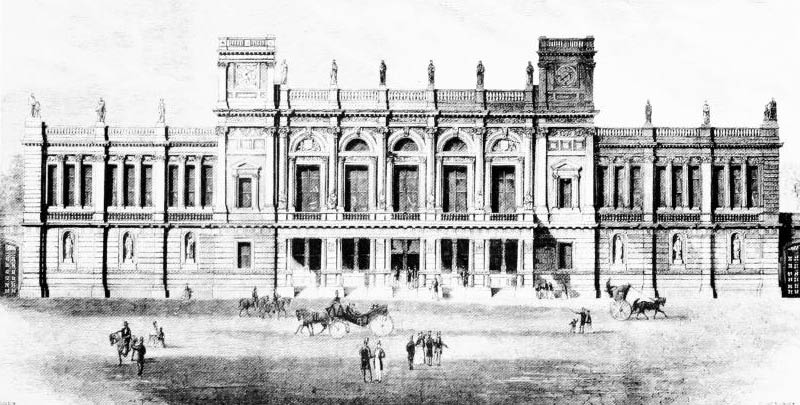
Ilustrace 6 Burlington Gardens, sídla administrativy univerzity v letech 1870-1899.

Univerzita založená v roce 1836 nejprve sestávala pouze ze dvou collegí: University College London, která původně neměla žádný oficiální královský charakter, a nepřijímala studenty na základě jejich víry, a z King's College London, která měla královský charakter již od roku 1829 a přijímala pouze členy Anglikánské církve. Jak King's College London (založená v roce 1829), tak i University College London (založená v roce 1826) již dříve předcházely Londýnské univerzitě, která původně sloužila výhradně jako zkušební komise pro jednotlivé college.
Od roku 1858 nabízí univerzita jako první v zemi mezinárodní programy (University of London International Programmes) pro kandidáty mimo colleges. Nové prostory na 6 Burlington Gardens, vystavěné právě pro tyto účely nabídly Univerzitě také nové kanceláře a posluchárny. V roce 1878 dosáhla Univerzita dalšího prvenství, když se stala první britskou univerzitou, která určila ženám stejné podmínky, jako mužům. 4 studentky zde v roce 1880 dosáhly titulu Bakalář umění a další dvě získaly v roce 1881 titul Bachelor of Science (Bakalář věd, opět jako první v zemi).
V roce 1898 byla vydána listina, která zreformovala univerzitu tak, aby nesla zodpovědnost sama za sebe, ale i za kontrolu obsahu nabízených kurzů a akademických standardů ve všech jejich institucích. Tato listina byla odpovědí na kritiku univerzit, které údajně sloužily jen jako centra pro kontrolu testů, a žádostí o to, aby výzkum a výuka byly hlavními funkcemi univerzit. Monitorování bylo prováděno přes nový systém centralizovaných fakult a tzv. Boards of Studies, a University College se spolu s King's College staly základními fakultami univerzity.
Toto výrazné rozšíření významnosti znamenalo pro univerzitu další investice do nových prostor. Z tohoto důvodu byly v roce 1899 pro univerzitu vyklizeny prostory na 6 Burlington Gardens. Krátce poté začala univerzita prožívat časy masivního rozšiřování. V roce 1900 se k univerzitě připojily Bedford College, Royal Holloway a London School of Economics. V roce 1901 se stala oficiální college i Regent's Park College, která byla u univerzity neoficiálně již od roku 1841. Goldsmiths se připojila v roce 1904, Imperial College byla založena v roce 1907, Queen Mary College v roce 1915, School of Oriental and African Studies rozšířila školu v roce 1916 a Birkbeck se připojila v roce 1920. Tato rapidní expanze znamenala pro univerzitu nutnost dalšího rozšíření svých prostor. Škole se povedlo získat velkou parcelu v Bloomsbury v blízkosti Britského muzea. Architektem byl zvolen Charles Holden, který měl za úkol postavit budovu, která „svým vzhledem neměla připomínat budovu, která hostí instituci takového charakteru, jakým Univerzita je“. Tato neobvyklá připomínka je pravděpodobně inspirována faktem, že když se William Beveridge krátce poté, co byl zvolen ředitelem LSE, zeptal taxikáře, jestli by ho mohl vzít na Univerzitu, dostal odpověď: "Aha, to myslíte to místo vedle Královské školy šití (Royal School of Needlework)." Holden tedy navrhl Senate House, dnešní kancelář Univerzity, v době stavby druhou největší budovu v Londýně.
V průběhu druhé světové války opustily všechny college (s výjimkou Birkbecku) a jejich studenti Londýn, a přestěhovaly se do bezpečnějších částí Spojeného království. Senate House byl mezitím užíván britským Ministerstvem informací a na střeše bylo navíc pozorovací místo Royal Observer Corps. I přesto, že byla budova několikrát zasažena, skončila nakonec v podstatě bez úhony. Některé pověsti říkají, že to bylo proto, že si tam chtěl Adolf Hitler vybudovat kanceláře.
Poválečná historie univerzity byla zahájena v roce 1948 založením univerzitního nakladatelství Athlone Press, které bylo v roce 1979 prodáno Bemrose Corporation, a poté Continuum publishing. Nicméně poválečná doba se do univerzitní historie zapsala expanzí a konsolidací uvnitř univerzity, jako například akvizicí části jezuitsko-teologické instituce Heythrop College v průběhu jejího přesunu z Oxfordshire v roce 1969. Některé z větších colleges (hlavně UCL, King's, LSE a Imperial) pravidelně vyhrožovaly svým odchodem z univerzity. Také došlo k poměrně výraznému přesunu akademických a finančních pravomocí z Senate House na jednotlivé college. U menších colleges se také začaly projevovat tendence spojování ve větší „super-colleges“. Významným faktorem v této situaci bylo ukončení spolku všech absolventů univerzity v říjnu 2003, které mělo za důsledek velké zvýšení pozornosti věnované jednotlivým spolkům absolventů na jednotlivých colleges.
V roce 2002 oznámily Imperial College London a University College London, že by se rády spojily. Kvůli této situaci se začalo uvažovat o budoucnosti univerzity a autonomitě malých colleges. Kvůli značnému odmítání fúze akademickými pracovníky obou colleges však byla fúze zamítnuta.
Dne 9. prosince 2005 se Imperial College jako první rozhodla, že univerzitu opustí. Chtěla tak učinit v čase, kdy měla oslavit sto let od jejího vzniku. Podle její rady to bylo kvůli tomu, že college chtěla rozdávat své vlastní tituly. 5. října 2006 se rozhodla Univerzita akceptovat rozhodnutí Imperial College a College se tak od univerzity odtrhla.  Imperial College se úplně osamostatnila až 9. července 2007. Toto oddělení bylo součástí oněch oslav stého výročí college.
Časopis Times Higher Education Supplement oznámil v únoru 2007 záměr London School of Economics, University College London a King's College London zahájení udělování svých vlastních titulů od prosince 2007 (začátek nového akademického roku), místo federálních titulů Univerzity, jak činily do té doby. Ačkoliv colleges tímto krokem univerzitu opustit nechtěly, časopis poukazuje na to, že by tímto krokem mohly pochybovat o budoucnosti federální univerzity. Univerzita se však dále rozrůstala, v roce 2005 se k ní přidala Central School of Speech and Drama.
1. dubna 2010 přestala London Business School udělovat tituly University of London.

## Poloha

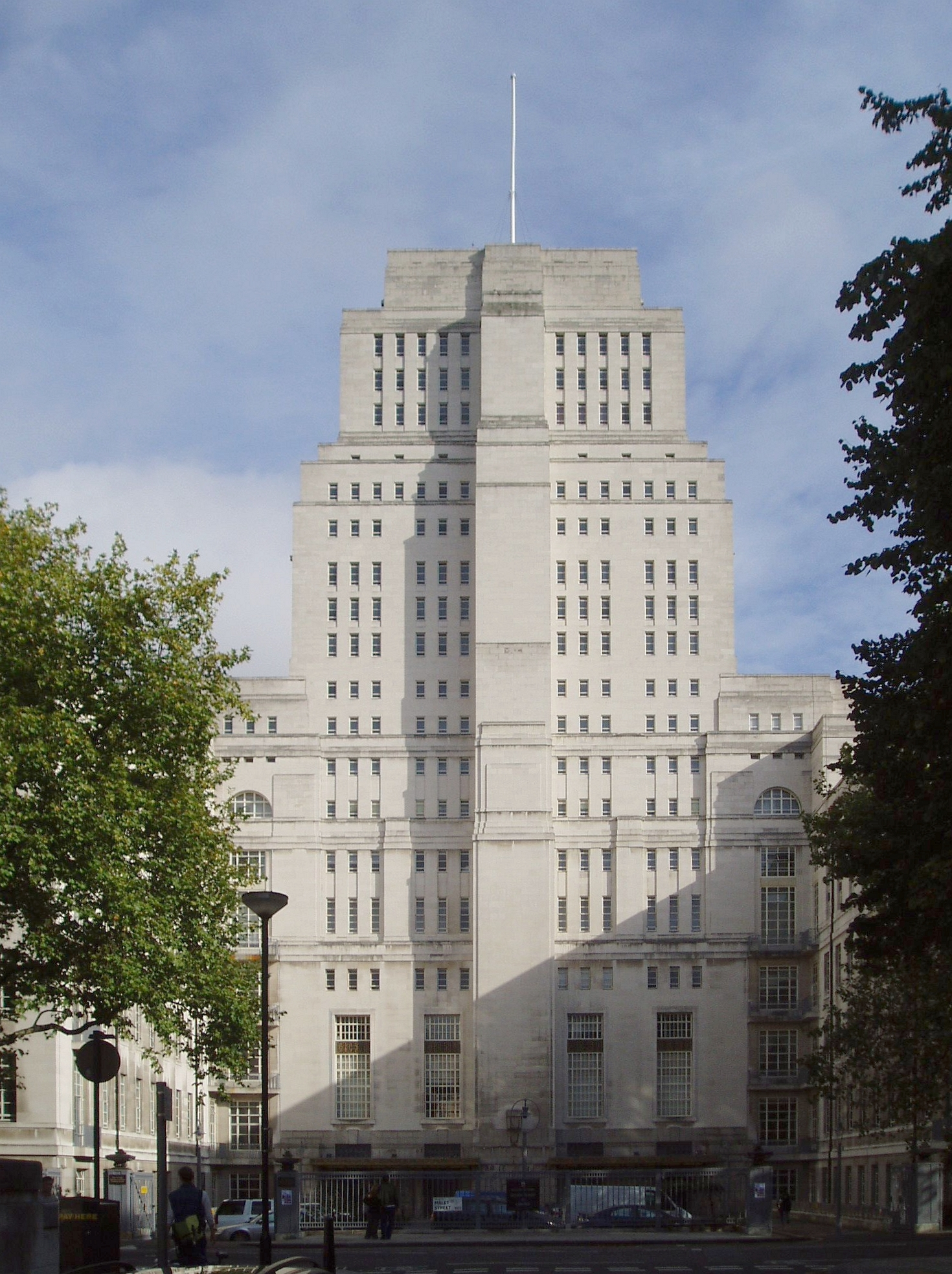
The Senate House, kanceláře Univerzity

Londýnská univerzita vlastní poměrně velký komplex 180 budov v londýnské čtvrti Bloomsbury, v blízkosti zastávky metra Russell Square.
Některé z colleges univerzity mají své hlavní budovy na sídlištích. Bloomsbury Campus také zahrnuje osm tzv. Halls of Residence a Senate House, ve kterém se nachází i knihovna Senate House a oficiální rezidence rektora. Dříve se zde nacházela i School of Slavonic and East European Studies (Škola slovanských a východoevropských studií), která je nyní součástí University College London. Také zde sídlí většina School of Advanced Study (Školy pokročilých studií).
Univerzita také vlastní mnoho náměstí bývalého Bedford Estate včetně Gordon Square, Tavistock Square, Torrington Square a Woburn Square.
Komplex také zahrnuje několik staveb mimo Bloomsbury – mnoho colleges má své vlastní komplexy po celém Londýně – například London School of Economics and Political Science sídlí na Clare Market, v Aldwych a také v západním křídle Somerset House, St Bart's Hospital je místem Courtauld Institute of Art a King's College London a nebo Veslařský klub Londýnské univerzity sídlící v Chiswick.
Některé součásti Univerzity se také nachází mimo Londýn, jako například University Marine Biological Station na ostrově Cumbrae, či několik budov, které má Londýnská univerzita v Paříži.

## Galerie

Colleges a stavby Londýnské univerzity
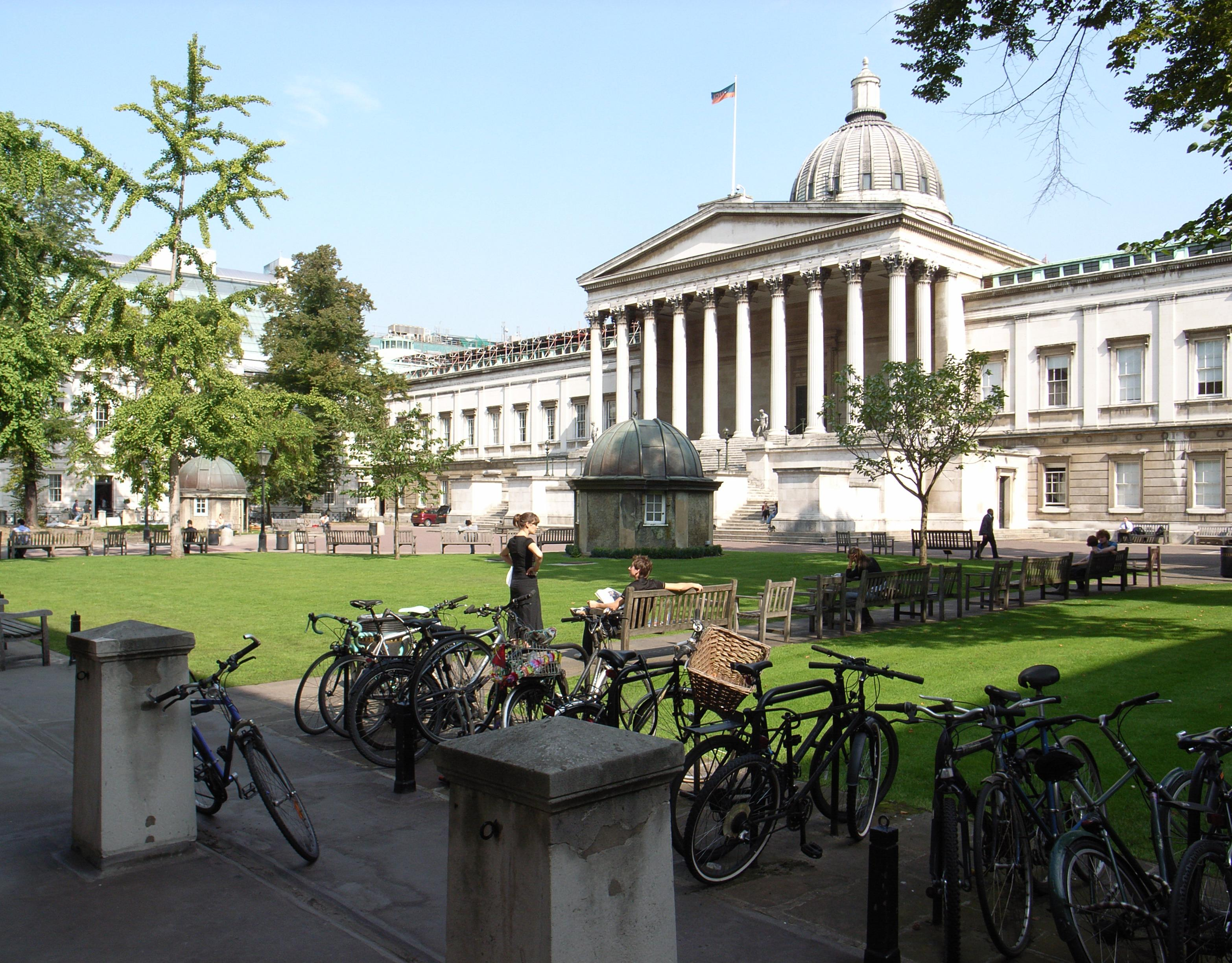
University College London
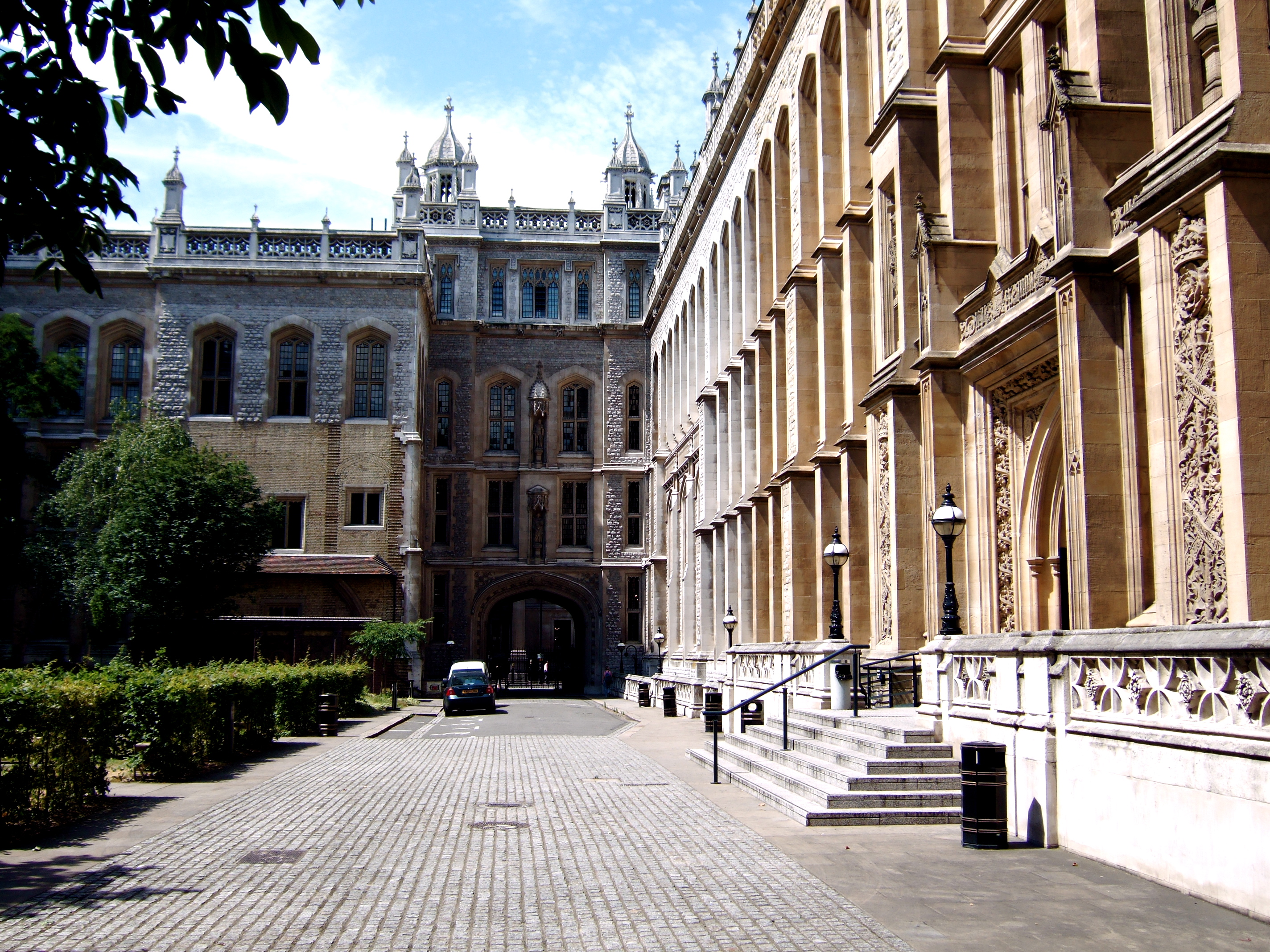
King's College London
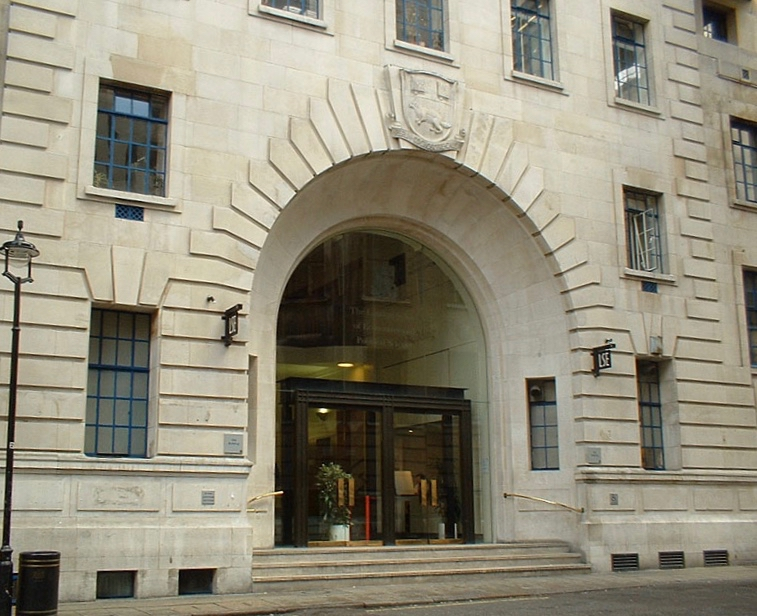
The LSE
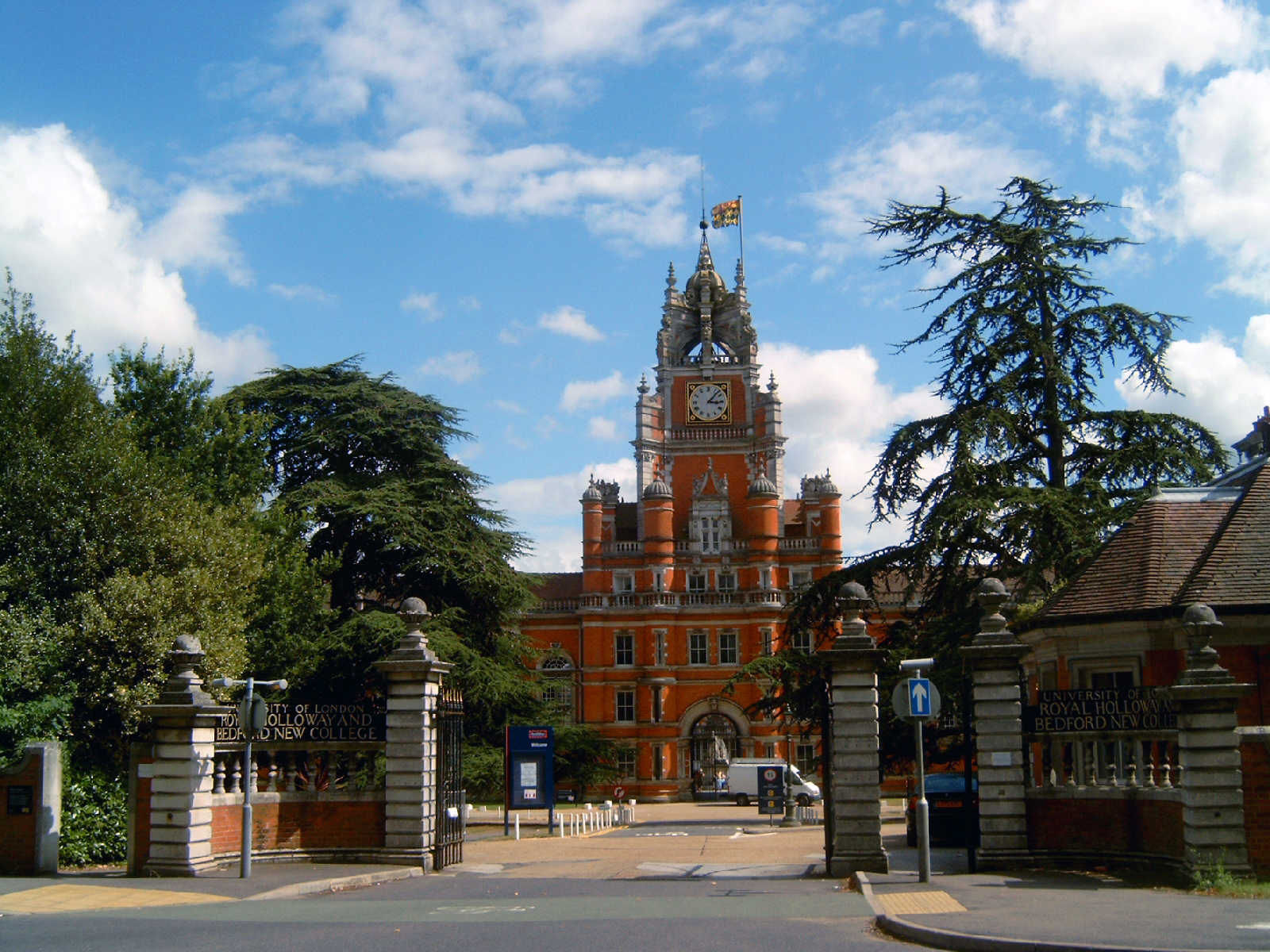
Royal Holloway
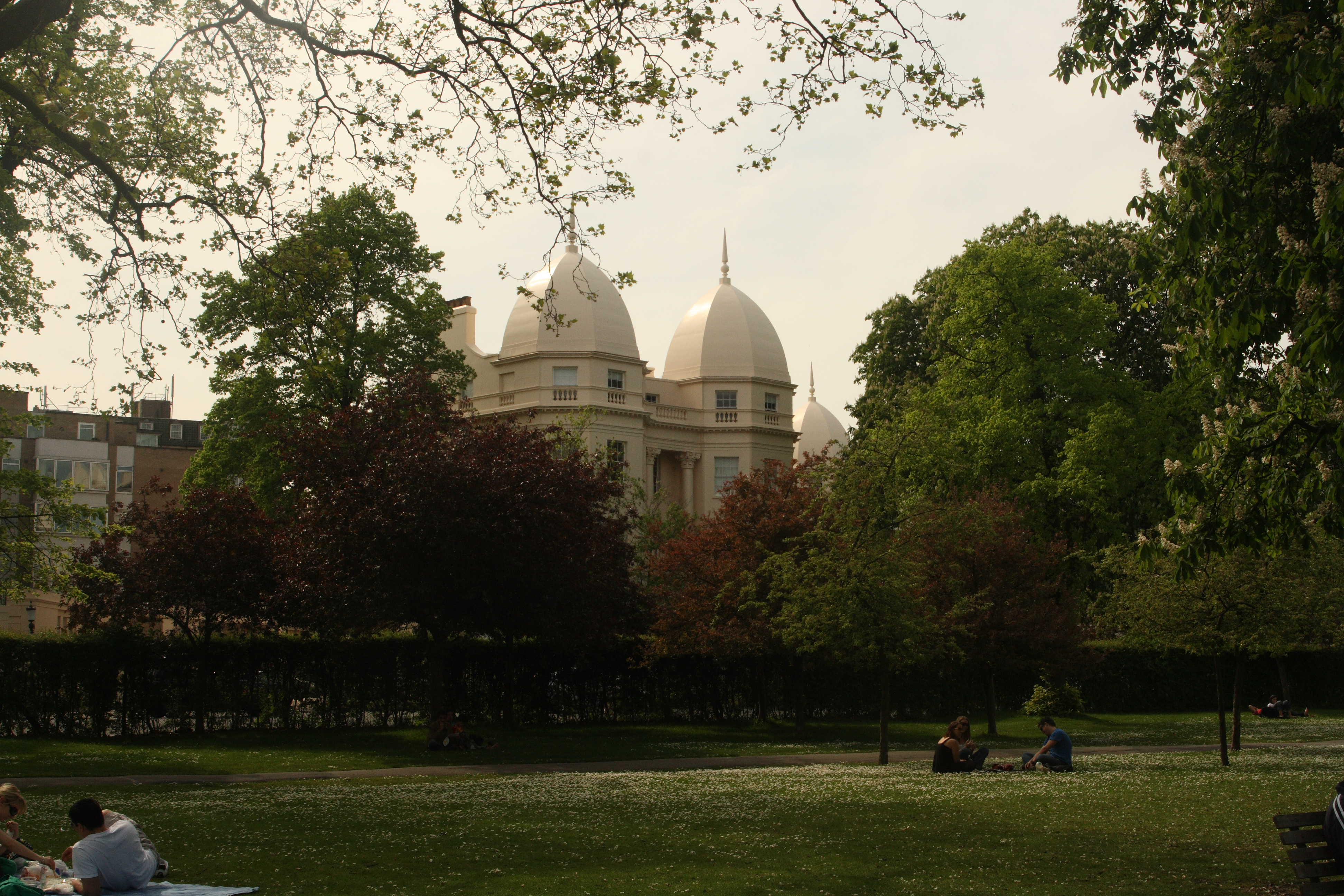
London Business School
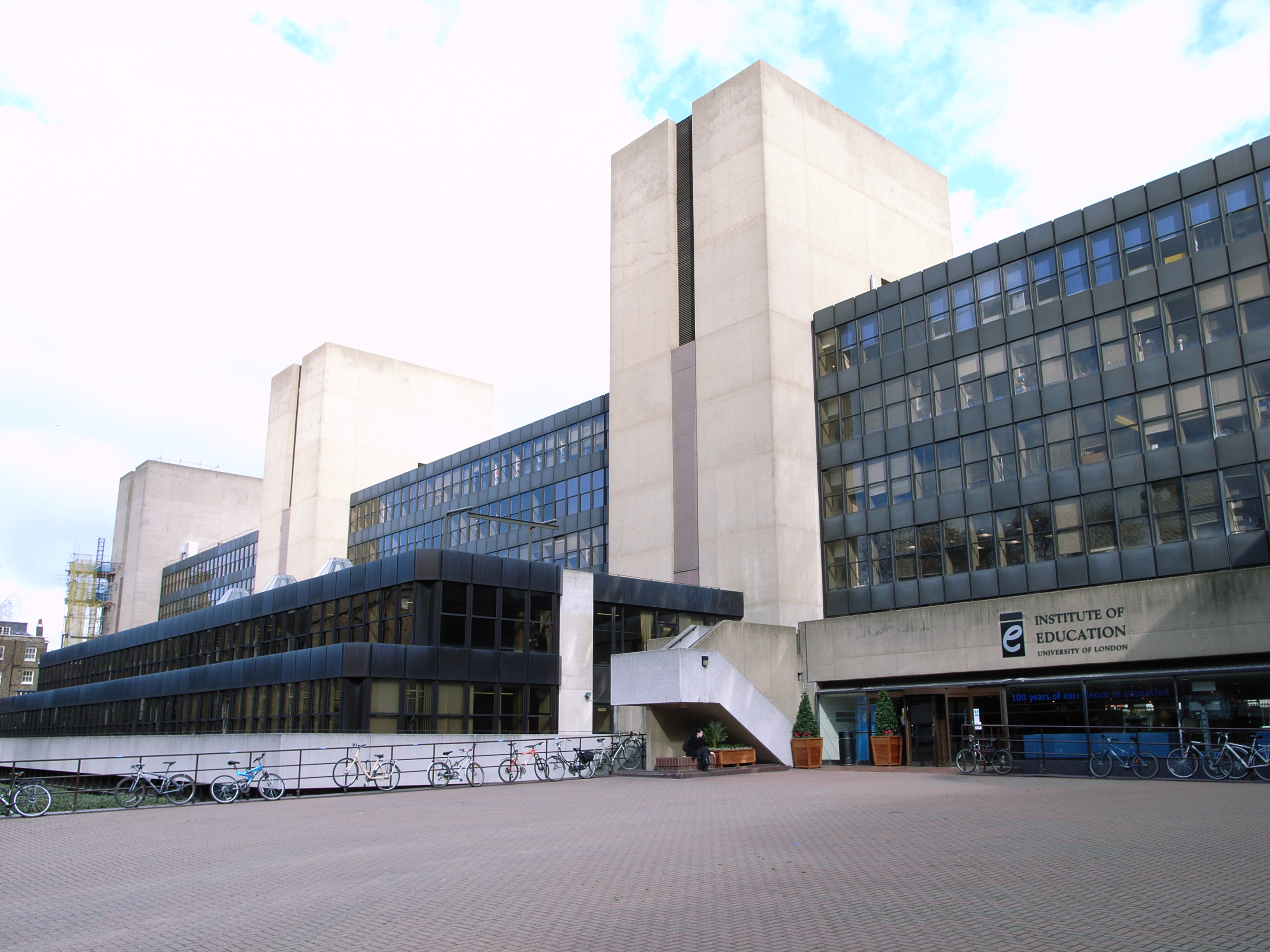
The Institute of Education
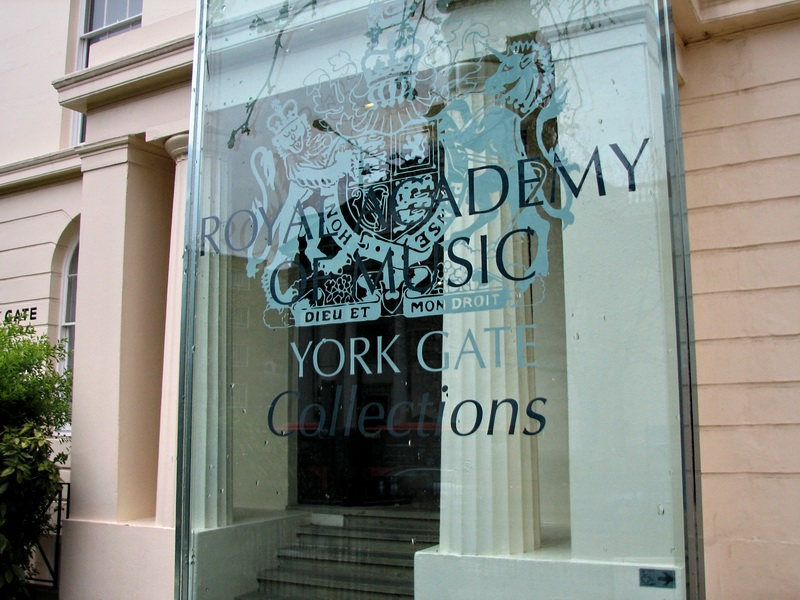
Royal Academy of Music
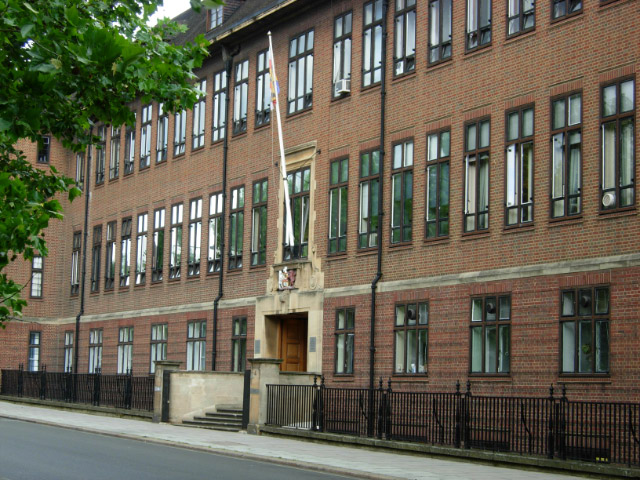
Royal Veterinary College
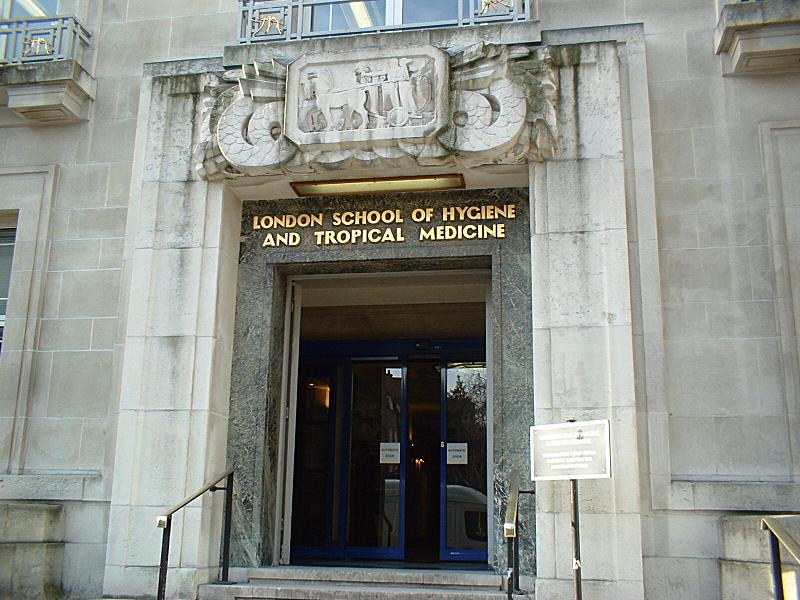
London School of Hygiene and Tropical Medicine
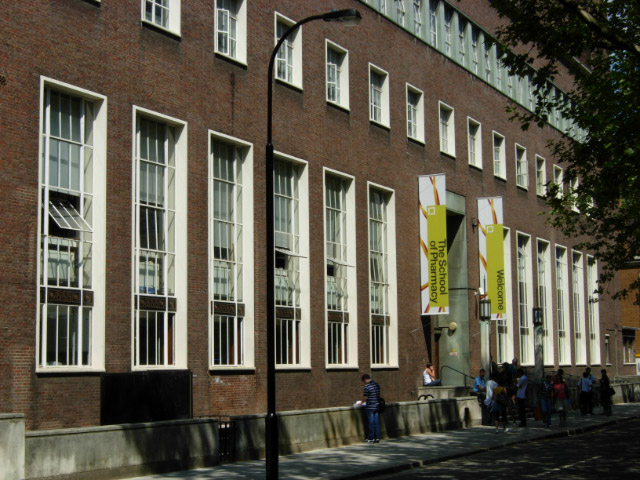
London School of Pharmacy
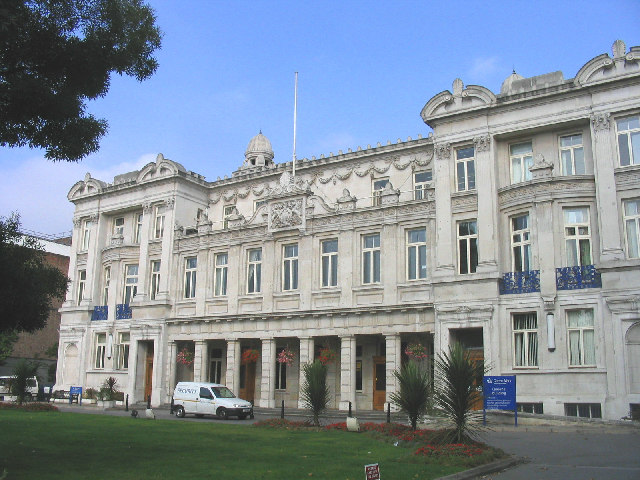
Queen Mary
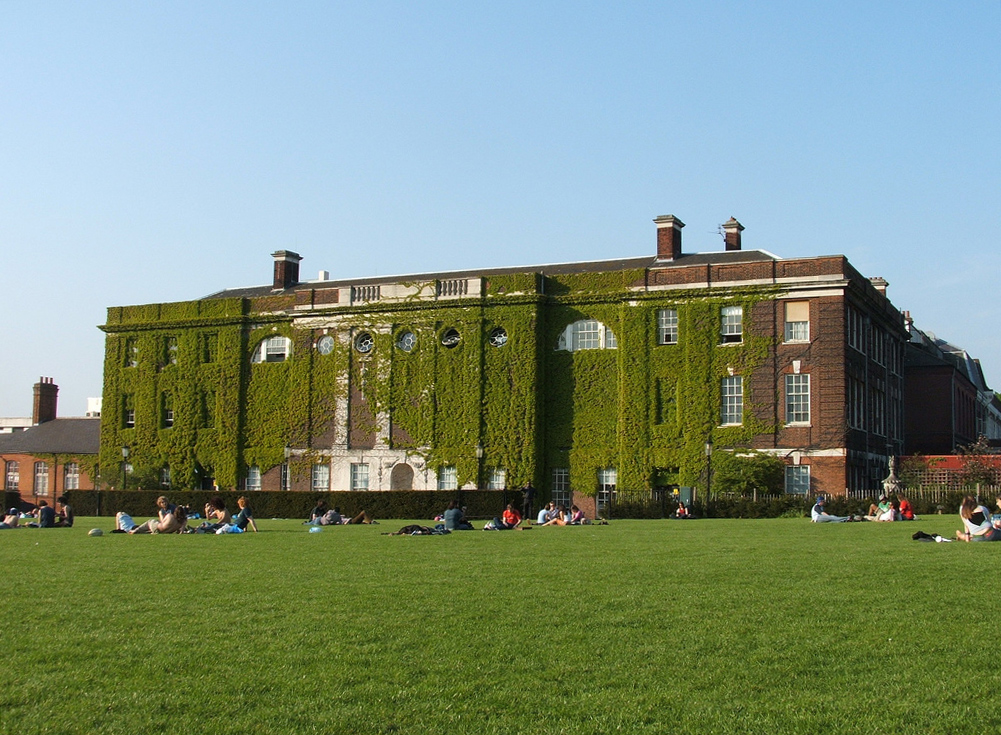
Goldsmiths
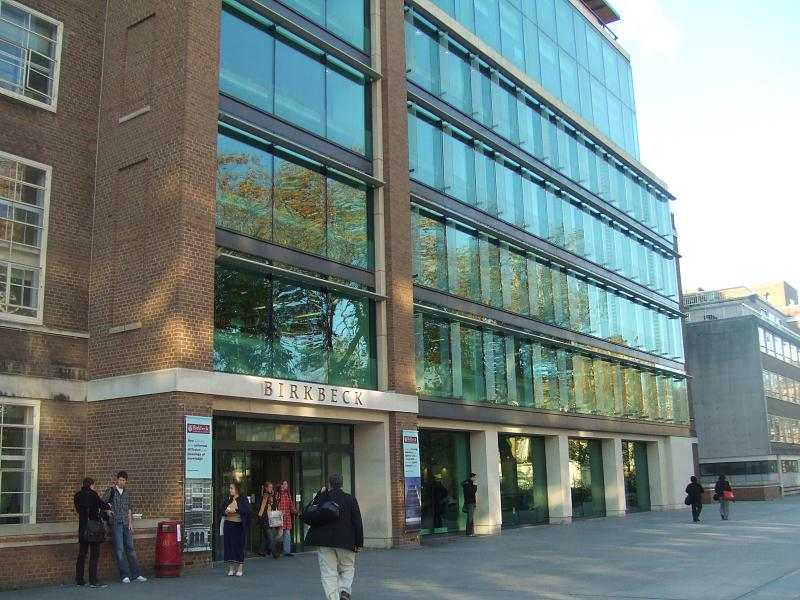
Birkbeck College
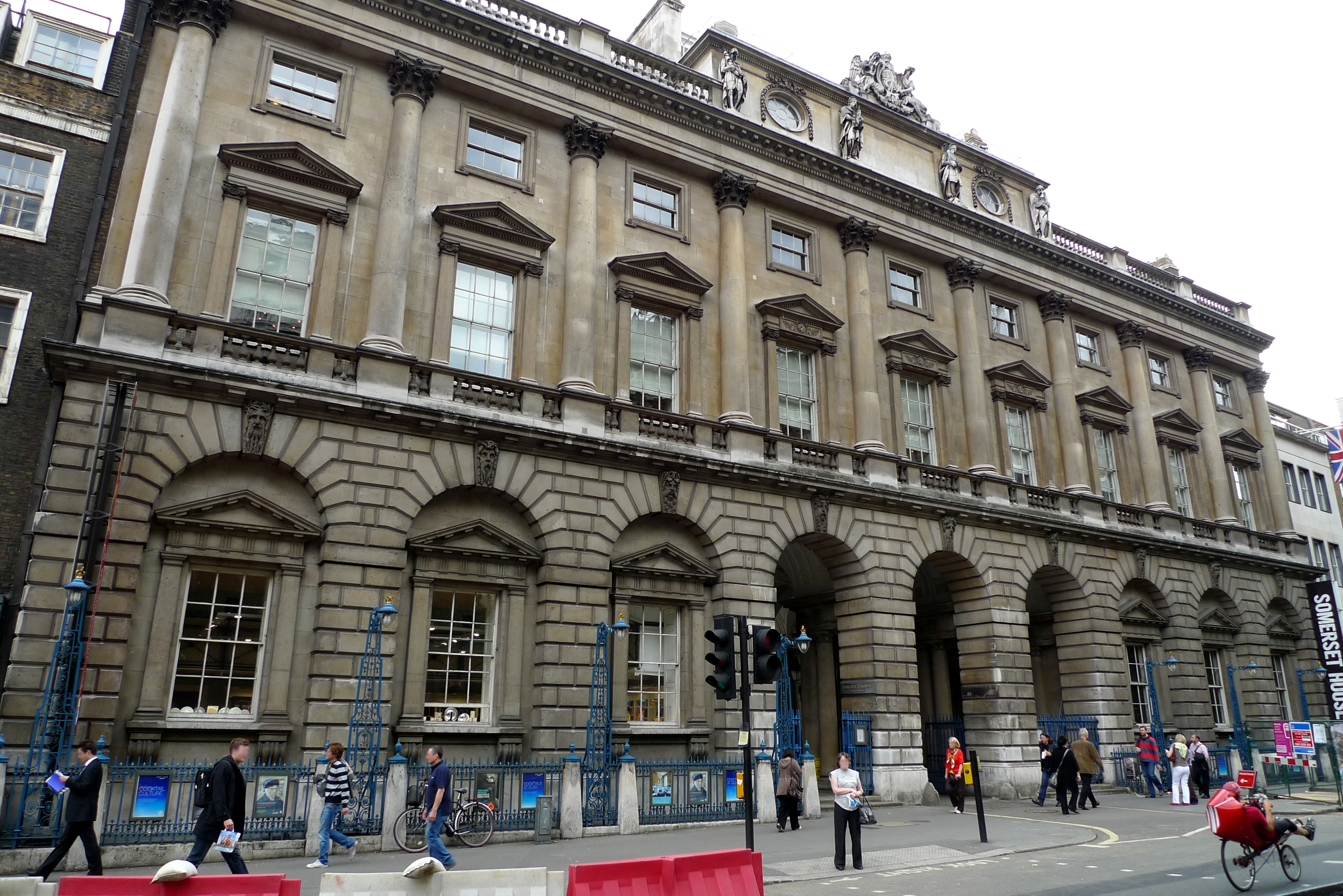
Courtauld Institute of Art
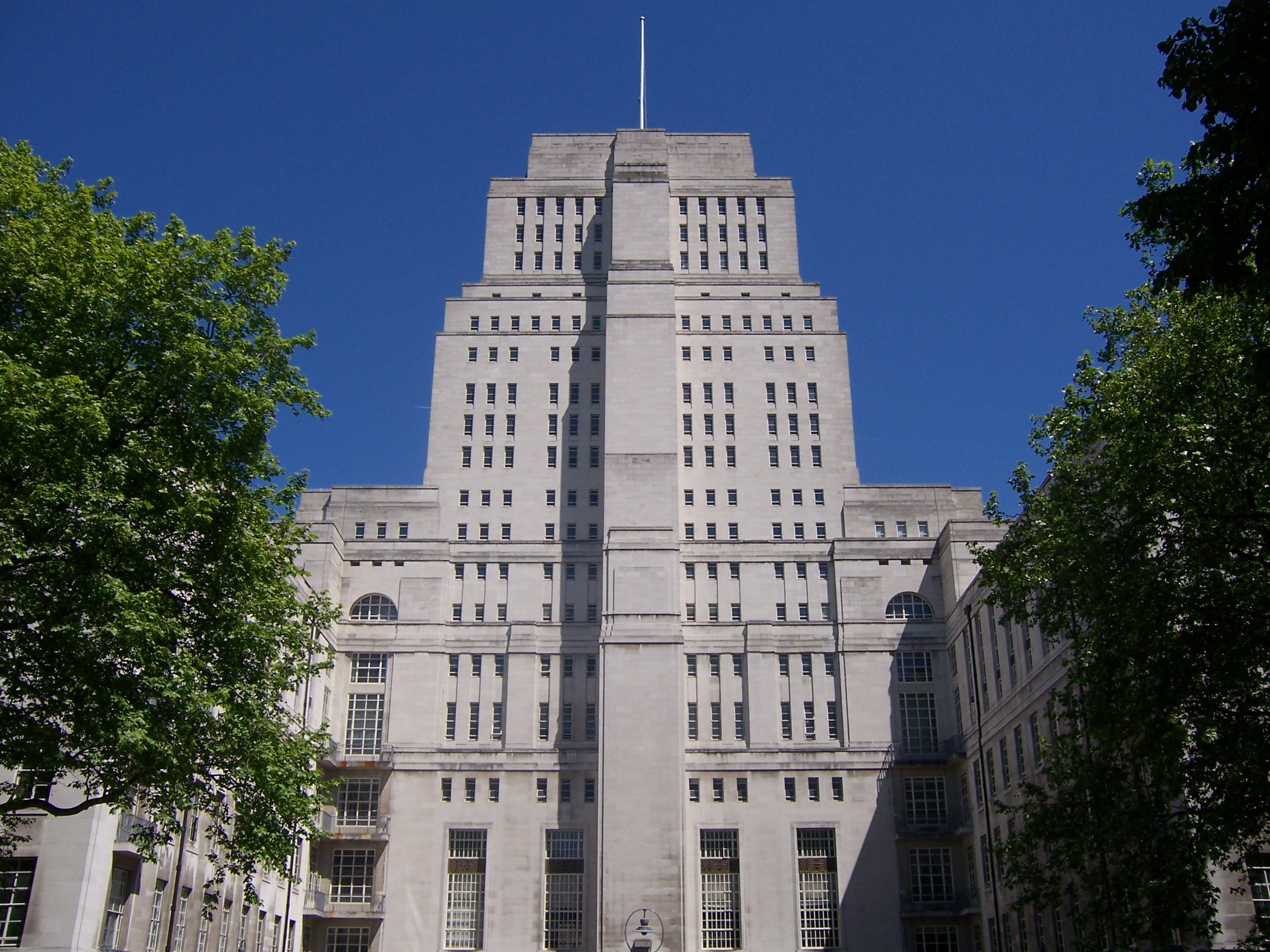
Senate House
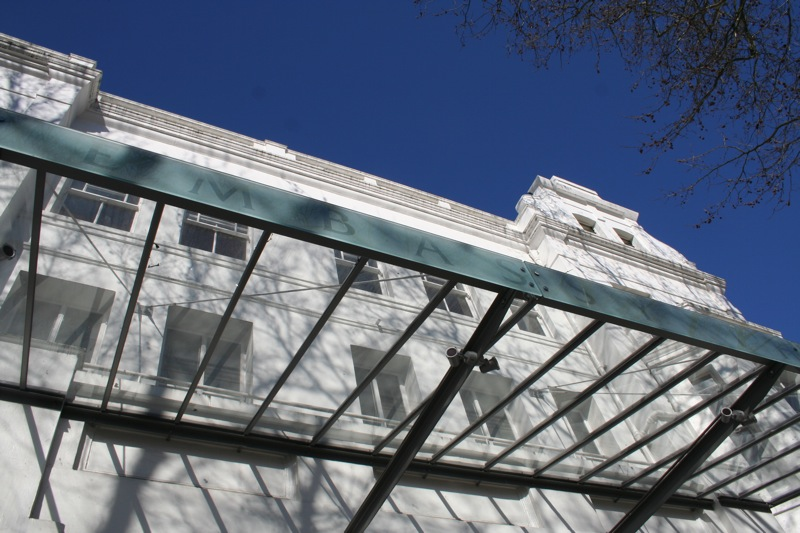
Central School of Speech and Drama
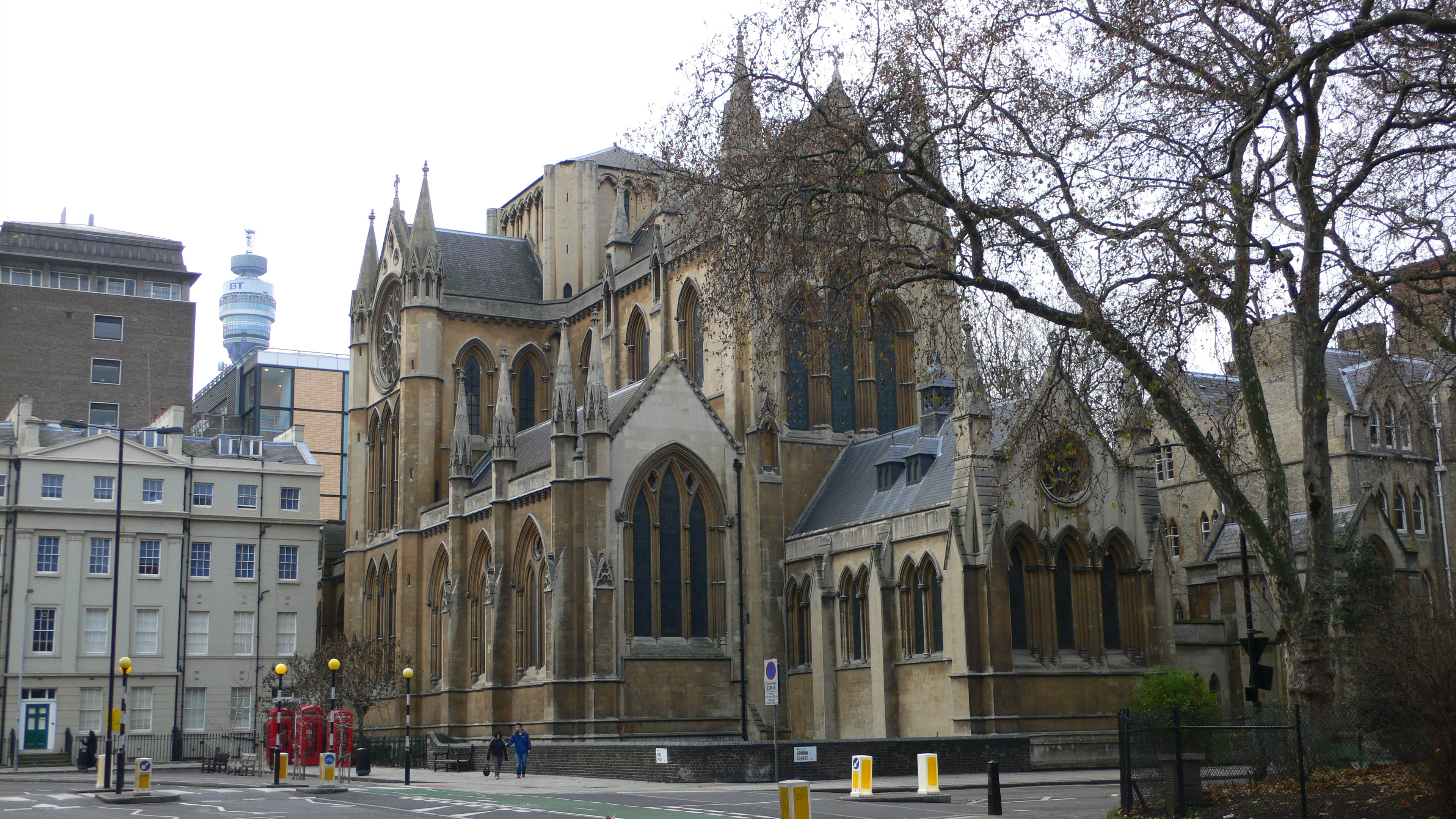
University Church of Christ the King

## Lidé spříznění s univerzitou

### Vědci
- Edward Jenner
- Henry Gray
- Francis Crick
- Maurice Wilkins
- Rosalind Franklin
- Alexander Fleming
- Ernest Chain
- William Henry Bragg
- Charles Glover Barkla
- Anne O'Garra
- James Clerk Maxwell
- Louis Essen
- Joseph Lister
- Charles K. Kao
- Alexander Graham Bell

### Politici
- Muhammad Haji Ibrahim Egal
- Romano Prodi
- Džun'ičiró Koizumi
- Aung San Suu Kyi
- Desmond Tutu
- Taró Asó
- Nelson Mandela
- John F. Kennedy
- Mahátma Gándhí

### Umělci
- Malcolm Bradbury
- G. K. Chesterton
- H. G. Wells
- Thomas Hardy
- Arthur C. Clarke
- J.G. Ballard
- John Keats
- Jonathan Myles-Lea
- Ian Davenport
- Tracey Emin
- Damien Hirst
- Mick Jagger
- Elton John
- Dido

### Ostatní
- Christopher Nolan
- Derek Jarman
- Karl Popper
- Roger Scruton
- David Livingstone
- Sam Karunaratne
- Michael Cowpland
- George Soros

Na univerzitě se objevilo i několik kontroverzních postav, např. obchodník s pornofilmy David Sullivan, terorista Iljič Ramirez Sánchez, člen Al-Káidy Umar Farouk Abdulmutallab, sovětský dvojitý agent Anthony Blunt a špión Frederick Joubert Duquesne.